# Rhyacia pallida
Rhyacia pallida là một loài bướm đêm trong họ Noctuidae.